# Port lotniczy Astrachań-Narimanowo
Port lotniczy Astrachań-Narimanowo (IATA: ASF, ICAO: URWA) – port lotniczy położony w Astrachaniu, w obwodzie astrachańskim, w południowej Rosji, w pobliżu Morza Kaspijskiego.

## Linie lotnicze i połączenia
| Linia lotnicza      | Kierunek                                     |
| ------------------- | -------------------------------------------- |
| Aerofłot            | 1. Moskwa-Szeremietiewo                      |
| Azerbaijan Airlines | 1. Baku                                      |
| AZIMUT              | 1. Baku 2. Mineralne Wody 3. Ufa             |
| Pobeda              | 1. Moskwa-Szeremietiewo 2. Sankt Petersburg  |
| SCAT Airlines       | 1. Aktau                                     |
| UVT Aero            | 1. Kazań 2. Niżny Nowogród 3. Soczi 4. Tomsk |